# ピアノ協奏曲第5番 (ベートーヴェン)
ピアノ協奏曲 第5番 変ホ長調 作品73（ピアノきょうそうきょく だい5ばん へんホちょうちょう さくひん73）は、ルートヴィヒ・ヴァン・ベートーヴェンが遺したピアノ協奏曲の一つ。『皇帝』（こうてい）の通称で知られている。

## 概要
いわゆる「傑作の森」と評される時期に生み出された作品の一つであり、ナポレオン率いるフランス軍によってウィーンが占領される前後に手がけられている。ベートーヴェンが生涯に完成させたオリジナルのピアノ協奏曲全5曲の中では最後となる作品であり、かつ初演に於いて他のピアニストに独奏ピアノを委ねた唯一の作品でもある。

## 経緯について

### スケッチそして作曲
1808年12月末頃にスケッチ着手。同月22日にアン・デア・ウィーン劇場に於いて『ピアノ協奏曲第4番ト長調』や『交響曲第5番「運命」』、『同第6番「田園」』などの新作の初演を兼ねた4時間に及ぶ長大な演奏会を開いていることから、当該演奏会の直後に当楽曲のスケッチに取りかかったものとみられている。この演奏会ではベートーヴェンが自身によるピアノ即興演奏や、自身の新曲の一つとして発表され、後に『交響曲第9番「合唱付」』のルーツ的存在の一つとして知られることになる『合唱幻想曲』の初演のピアノ独奏を務めたりもしていたことから、この演奏会が当楽曲の創作に向けて刺激を与えたとの指摘も存在する。
翌年1809年の4月頃までにスケッチを完了させ、同年夏頃までに総譜スケッチを書き上げたものとみられるが、出版に漕ぎ着けるには更に1年程度の期間を要している。
折しも、当楽曲のスケッチおよび作曲に取り組んでいる最中にあった1809年、ナポレオン率いるフランス軍がベートーヴェンが居を構えていたウィーンを完全包囲し、その挙げ句にシェーンブルン宮殿を占拠した。これに対しカール大公率いるオーストリア軍は奮戦するもフランス軍の勢いを止める事は出来ず、遂にウィーン中心部を砲撃され、フランス軍によるウィーン入城を許してしまった。その後フランス・オーストリア両軍の間で休戦協定が結ばれるも、当時のオーストリア皇帝フランツを初め、ベートーヴェンを支援してきたルドルフ大公を初めとする貴族たちもこぞって疎開、ウィーンに於ける音楽活動は途絶えてしまう。
ちなみにこの頃のベートーヴェンはというと、彼の住居近くにも砲弾が落ちたことから弟カール宅の地下室に避難、不自由な生活の下でも作曲を続けていたものの、たまりかねてウィーンの街中を我が物顔で歩くフランス軍将校とすれ違った際に将校に向かって拳を上げながら「もし対位法と同じぐらい戦術に精通していたら、目に物を見せてくれように」と叫ぶこともあったといわれている。
当楽曲は、前記総譜スケッチを終えてから1年余りを経て、1810年11月に先ずロンドンのクレメンティ社から、更に翌1811年3月から4月にかけてはドイツのブライトコプフ・ウント・ヘルテル社から、それぞれ出版されている。

### 初演とその後
初演については、先ずドイツに於ける初出版の2～3ヶ月前にあたる1811年1月13日に行われたロプコヴィツ侯爵宮殿に於ける定期演奏会の中で、ベートーヴェンの弟子の一人で彼のパトロンの一人でもあるルドルフ大公の独奏により非公開ながら初演を実施。その後、同年11月28日にライプツィヒに於けるゲヴァントハウス演奏会に於いてフリードリヒ・シュナイダー（Johann Christian Friedrich Schneider）の独奏による初めての公開初演が行われ、更に翌1812年2月12日にはウィーンのケルントナートーア劇場に於いて同じくベートーヴェンの弟子の一人であるカール・チェルニーの独奏によるウィーン初演が行われている。
1802年に自らの聴覚障害（難聴）に憂いて「ハイリゲンシュタットの遺書」をしたためて以来、ベートーヴェンが抱える難聴は悪化の一途を辿ってきているが、それでもピアノ協奏曲のカテゴリに於ける前作『ピアノ協奏曲第4番ト長調』までは初演に際してベートーヴェン自らが独奏ピアノを務めてきた。しかし、当楽曲の作曲途上に於いてもたらされたフランス軍による爆撃音は、ただでさえ進行中だった難聴をより重症化させてしまい、ついには当楽曲の初演にピアノ独奏者として関わることを諦め、他のピアニストに委ねるに至っている。
とはいえ、当楽曲の初演は不評に終わり、その影響からかベートーヴェンの存命中に二度と演奏されることは無く、更に新たにピアノ協奏曲を自身の存命中に書き上げることは無かった。後年、フランツ・リストが好んで演奏したところから、当楽曲は名曲の一つに数えられるに至っている。
なお当楽曲は、完成後最初に行われたロプコヴィツ侯爵宮殿に於ける非公開初演の場でピアノ独奏を務めたルドルフ大公に献呈されている。

## 「皇帝」という通称の由来
当楽曲に付されている「皇帝」という通称は、ベートーヴェンとほぼ同世代の作曲家兼ピアニストであり楽譜出版などの事業も手がけていたヨハン・バプティスト・クラーマーが、雄渾壮大とか威風堂々といった当楽曲で抱いた印象から付与したものといわれ、ベートーヴェンの死後、主として英語圏で定着した。
尤もこの「皇帝」という通称を巡っては、フランス軍に攻め込まれ、オーストリア皇帝やベートーヴェンの支援者たる貴族たちが疎開していった状況下で、不自由な生活を強いられていたベートーヴェン自身が「皇帝」を想起しつつ作曲を進めていたとは考えがたく、たとえ当楽曲の曲想が「皇帝」のイメージと結びついているとしても、作曲当時の状況から考えれば不相応といわざるを得ない、との指摘も一部の専門家から為されている。

## 楽器編成
独奏ピアノに加え、下表に示す必要楽器類から構成される管弦楽を要する。
| 木管 | 木管  | 金管 | 金管   | 打    | 打           | 弦   | 弦 |
| ---- | ----- | ---- | ------ | ----- | ------------ | ---- | -- |
| Fl.  | 2     | Hr.  | Es管×2 | Timp. | 1対（B、Es） | Vn.1 | ●  |
| Ob.  | 2     | Trp. | Es管×2 | 他    |              | Vn.2 | ●  |
| Cl.  | B管×2 | Trb. |        | 他    | Va.          | ●    |    |
| Fg.  | 2     | 他   |        | 他    | Vc.          | ●    |    |
| 他   |       | 他   | Cb.    | 他    | ●            |      |    |

## 曲の構成
全3楽章構成となっており、第2楽章と第3楽章は続けて演奏される。演奏時間は39～40分で、ベートーヴェンのピアノ協奏曲の中では最大規模を誇る。
第1楽章 Allegro 変ホ長調 4/4拍子
独奏協奏曲式ソナタ形式。慣例に反して、いきなりピアノの独奏で始まるがこの部分は序奏に相当する。提示部は伝統的な独奏協奏曲の様式に従い、まずオーケストラで提示してからピアノが加わる。第2主題は最初短調で示されてから本来の長調に移行するが、第1提示部（オーケストラ提示部）では同主短調の変ホ短調で示されてから本来の変ホ長調へ、第2提示部（独奏提示部）では遠隔調のロ短調で示されてから本来の属調（変ロ長調）へ移行する。コデッタは第1主題を全合奏で力強く奏するもので、華麗に提示部を締めくくる。展開部は木管が第1主題を奏して始まり、豪快に協奏しながら第1主題を中心に展開してゆく。再現部は序奏から再現されるが、主題の再現自体は型どおりのものになっている。コーダに入る所ではベートーヴェン自身により、ドイツ語でカデンツァは不要である旨の指示がある。
第2楽章 Adagio un poco mosso ロ長調 4/4拍子
変奏曲形式（ヘンレ版では2分の2拍子）。穏やかな旋律が広がる。全体は3部からなっており、第3部は第1部の変奏である。第2部を第1部の変奏と解釈すれば第2部が第1変奏、第3部が第2変奏の変奏曲形式であり、そう解釈しなければ第2部を中間部とした複合三部形式である。楽章の最後で次の楽章の主題を変ホ長調で予告し、そのまま続けて終楽章になだれ込む。ベートーヴェンのこれまでの協奏曲では、第2楽章で木管楽器が一部または全て登場しなかったが、この作品は全て登場している。
第3楽章 Rondo Allegro - Piu allgero 変ホ長調 6/8拍子
ソナタ形式。他の協奏曲に見られるように同じ主題が何度も弾かれ、ロンド形式の風体を示しているのでロンドと呼んだものと考えられる。しかしこの作品においては形式としては完全にソナタ形式の要件を備えており、ロンド風ソナタ形式と言える。快活なリズムで始まり、ホルンの通奏低音が入っている。再現部の前で第2楽章の終わり（すなわち第3楽章の提示部の前）の部分を回想している。終わり近くでティンパニが同音で伴奏する中、印象的にピアノが静まっていく。